# Ladislav Chlupáč
Ladislav Chlupáč (* 24. června 1952 Litoměřice) je český politik a učitel, v letech 2018 až 2024 senátor za obvod č. 29 – Litoměřice, od roku 1998 zastupitel, v letech 1998 až 2002 radní a v letech 2002 až 2022 starosta města Litoměřice, člen ODS.

## Životopis
Vystudoval strojní průmyslovku a poté pedagogickou fakultu. Po studiích začal pracovat jako učitel na základních školách. Pro své sportovní založení se věnoval převážně tělesné výchově a přírodním vědám. Vyučoval na základní škole v Sovově ulici v Litoměřicích. Později přešel na základní školu do Ploskovic, kde zastával funkci ředitele.
Má čtyři děti, manželka je učitelka na základní škole. K jeho zálibám patří hudba a sport, aktivně hrál basketbal a fotbal. Věnoval se i trenérské činnosti, především basketbalu a tenisu.

## Politické působení
Koncem 90. let 20. století ukončil činnost ve školství a začal se věnovat komunální politice. Členem ODS je od roku 2001. V roce 1998 se stal radním města Litoměřice a od roku 2002 do roku 2022 zastával funkci starosty města. V tomto období se podařilo realizovat několik úspěšných projektů za pomoci dotací z evropských fondů. V roce 2006 se stal členem Řádu rytířů Rizala, v roce 2007 vznikla v Litoměřicích první pobočka tohoto řádu v České republice.
Spolupracuje s bývalým litoměřickým senátorem Alexandrem Vondrou. Ve volbách do Poslanecké sněmovny PČR v roce 2010 neúspěšně kandidoval na 5. místě kandidátky ODS v Ústeckém kraji. V Poslanecké sněmovně se chtěl věnovat problematice alternativních zdrojů energie, veřejné správě, případně oblasti vědy, vzdělání, mládeže a tělovýchovy.
Ve volbách do Senátu PČR v roce 2018 kandidoval za ODS v obvodu č. 29 – Litoměřice. Se ziskem 24,50 % hlasů vyhrál první kolo voleb a ve druhém kole se utkal se členem hnutí ANO 2011 Ondřejem Štěrbou. Toho porazil poměrem hlasů 56,40 % : 43,59 % a stal se senátorem.
V Senátu je členem Senátorského klubu ODS a TOP 09, Stálé komise Senátu pro rozvoj venkova, je rovněž místopředsedou Výboru pro vzdělávání, vědu, kulturu, lidská práva a petice.
V komunálních volbách v roce 2018 také obhájil post zastupitele města Litoměřice, když vedl tamní kandidátku ODS. Na začátku listopadu 2018 byl opět zvolen starostou města.
V komunálních volbách v roce 2022 znovu vedl kandidátku ODS v Litoměřicích. Mandát zastupitele města se mu podařilo obhájit, starostou se však již nestal. Dne 20. října 2022 byl novým starostou města zvolen Radek Löwy. Vzápětí dne 24. října oznámil, že se vzdává mandátu zastupitele města.
Ve volbách do Senátu PČR v roce 2024 obhajoval za ODS v rámci koalice SPOLU (tj. ODS, KDU-ČSL a TOP 09) mandát senátora v obvodu č. 29 – Litoměřice. V prvním kole skončil druhý, když získal 15,83 % hlasů. Ve druhém kole se utkal s členem hnutí ANO Ondřejem Štěrbou, s nímž prohrál poměrem hlasů 36,78 % : 63,21 %. Mandát senátora se mu tak nepodařilo obhájit.

## Ocenění
- Řád rytířů Rizala (Filipíny) – rytíř (2006)[4]